# Ewald Christophers
Ewald Christophers (* 19. Juni 1922 in Aurich; † 17. Juli 2003 ebenda) war ein deutscher Reporter und Autor, der in plattdeutscher Sprache gesprochen und geschrieben hat.

## Leben
Im Zweiten Weltkrieg war Christophers fast drei Jahre als Horchfunker an der Ostfront tätig. Anschließend studierte er an der Pädagogischen Hochschule Hannover. Er war ab 1948 als Lehrer in Aurich-Tannenhausen und ab 1959 in Aurich-Sandhorst tätig.
Christophers wurde im norddeutschen Raum als plattdeutscher Autor und regionaler Berichterstatter für den Norddeutschen Rundfunk (NDR) bekannt. Seine Geschichten hat er in zahlreichen öffentlichen Veranstaltungen vorgetragen und damit zur Pflege und Akzeptanz der plattdeutschen Sprache beigetragen. Über viele Jahrzehnte hat er die Menschen in seiner unverwechselbaren Art in der Sprache ihrer Heimat in Hörfunk und Fernsehen begleitet. Dabei war er Reporter, Schriftsteller, Erzähler, Moderator, Hörspiel-, Bühnen- und Buchautor und sogar Filmemacher.
Für seine unermüdliche und erfolgreiche Arbeit wurde er mit mehreren Preisen ausgezeichnet.
Ewald Christophers starb am 17. Juli 2003 im Alter von 81 Jahren.

## Werke
- von 1971 bis 2000 zahlreiche Werke in Plattdeutsch (s. Verzeichnis des INS = Institut für niederdeutsche Sprache, Bremen).
- zahlr. Beiträge im Ostfriesland-Magazin (Ewald Christophers Kolumne Free herut).
- 1995 Drei di nich na de Wind. Quickborn Verlag, Hamburg, ISBN 3-87651-132-1.
- 1997 Ik will di helpen! „Hör mal’n beten to“-Geschichten. Verlag Michael Jung, Kiel, ISBN 3-92959-642-3.
- 1999 Der Erzähler: Journalistenleben in Ostfriesland. Die Stimme Ostfrieslands. SKN Verlag, Norden, ISBN 3-92832-737-2.
- 2000 Mien schönsten Vertellen. Verlag Michael Jung, Kiel, ISBN 3-92959-691-1
- 2003 Ik riet dat Muul up! „Hör mal’n beten to“-Geschichten. Verlag Michael Jung, Kiel, ISBN 3-92959-629-6.
- 2003 Ik lat de Katt ut de Sack! „Hör mal’n beten to“-Geschichten. Verlag Michael Jung, Kiel, ISBN 3-92959-615-6.

### Tonträger
- Ewald Christophers vertellt Geschichten, de dat Leben schrifft. CD, ISBN 3-89882-013-0.

## Fernsehen
- Christophers war von April 1982 bis 1995 Moderator („Utfrager“) in der plattdeutschen NDR-Talkshow Talk op Platt. Ihm zur Seite stand die Moderatorin Gerlind Rosenbusch. Sein Nachfolger wurde 1995 Falko Weerts.

## Hörspiele
- 1954: Dat Hart is klöker – Regie: Hans Tügel, mit Hartwig Sievers, Heidi Kabel, Adi Lödel
- 1962: Toslaten Döörn – Regie: Heinz Lanker, mit Jochen Schenck, Christa Wehling, Ernst Grabbe
- 1965: De Schuld – Regie: Hans Tügel, mit Hans Jürgen Ott, Ruth Hollje-Ulbers, Wolfgang Schenck
- 1969: Sommerleev – Regie: Otto Lüthje, mit Jochen Schenck, Erna Raupach-Petersen, Christa Wehling

## Auszeichnungen
- Niedersächsischer Verdienstorden am Bande
- „Ubbo-Emmius-Medaille“ der „Ostfriesischen Landschaft“
- Bundes-Journalistenpreis der Kripo für einen „Hör mal’n beten to“-Beitrag zur Verbrechensbekämpfung und -vorsorge